# Joe Serock
Joseph Michael „Joe“ Serock (* 27. Januar 1988) ist ein professioneller US-amerikanischer Pokerspieler. Er wurde 2011/12 als Spieler des Jahres der World Poker Tour ausgezeichnet und gewann 2023 ein Bracelet bei der World Series of Poker.

## Persönliches
Serock stammt aus Albuquerque im US-Bundesstaat New Mexico. Er lebt in San Diego.

## Pokerkarriere
Serock spielt seit 2004 Poker. Er spielt seit Oktober 2006 auf der Onlinepoker-Plattform PokerStars unter dem Nickname floes und hat dort Turniergewinne von mehr als 1,5 Millionen US-Dollar erzielt. Darüber hinaus erspielte er sich bei Full Tilt Poker als planetearf Turnierpreisgelder von über 500.000 US-Dollar und tritt bei GGPoker als assisup4rent auf. Seit 2007 nimmt der Amerikaner auch an renommierten Live-Turnieren teil.
Seine erste Live-Geldplatzierung erzielte Serock im Januar 2007 beim Main Event des PokerStars Caribbean Adventures auf den Bahamas. Beim Main Event der European Poker Tour belegte er im Februar 2008 in Kopenhagen den mit umgerechnet über 40.000 US-Dollar dotierten 14. Platz. Im Juni 2009 spielte der Amerikaner erstmals bei der World Series of Poker (WSOP) im Rio All-Suite Hotel and Casino am Las Vegas Strip, an der er zuvor aufgrund seines zu geringen Alters nicht teilnehmen durfte. Er kam insgesamt fünfmal auf die bezahlten Plätze; dabei erreichte er bei einem Turnier der Variante No Limit Hold’em den Finaltisch und erhielt für seinen zweiten Platz rund 340.000 US-Dollar. Darüber hinaus belegte der Amerikaner im Main Event der Turnierserie den 145. Platz, was ihm mehr als 40.000 US-Dollar einbrachte. Mitte September 2010 saß er bei der in London ausgespielten World Series of Poker Europe am Finaltisch eines Events in Pot Limit Omaha, das er nach verlorenem Heads-Up gegen Jeff Lisandro auf dem mit knapp 100.000 Britischen Pfund prämierten zweiten Rang beendete. Beim Main Event der World Poker Tour (WPT) in San José wurde Serock im März 2012 Dritter und sicherte sich rund 320.000 US-Dollar. Einen Monat später erzielte er beim WPT-Main-Event in Hollywood, Florida, dieselbe Platzierung und erhielt erneut mehr als 300.000 US-Dollar Preisgeld. Beim WPT-Saisonabschluss im Hotel Bellagio am Las Vegas Strip belegte der Amerikaner Ende Mai 2012 den mit knapp 50.000 US-Dollar dotierten zehnten Platz und wurde anschließend als Spieler des Jahres der Turnierserie ausgezeichnet. Ende Januar 2013 kam er bei der National Heads-Up Poker Championship bis ins Halbfinale und erhielt dafür 100.000 US-Dollar. Im Dezember 2013 wurde der Amerikaner beim Main Event der WPT im Hotel Bellagio Sechster, was ihm rund 175.000 US-Dollar einbrachte. Beim Main Event der Heartland Poker Tour in Black Hawk landete er im Februar 2015 auf dem zweiten Rang, der mit knapp 150.000 US-Dollar bezahlt wurde. Auch das Main Event der Hollywood Poker Open beendete er Ende Juni 2015 als Zweiter, womit er sich rund 215.000 US-Dollar sicherte. Anfang Oktober 2017 setzte sich Serock bei einem Turnier des Wynn Fall Classic im Wynn Las Vegas durch und erhielt den Hauptpreis von über 110.000 US-Dollar. Beim WPT-Main-Event im Bellagio saß er Mitte Dezember 2019 am Finaltisch und belegte den mit knapp 215.000 US-Dollar dotierten achten Platz. Im September 2021 erreichte der Amerikaner auf der Online-Plattform GGPoker den Finaltisch beim Main Event der World Series of Poker Online und erhielt für seinen fünften Rang mehr als 800.000 US-Dollar. Bei der WSOP 2023 gewann er unter seinem Nickname jimjam01 ein online ausgespieltes Event in Pot Limit Omaha und sicherte sich ein Bracelet sowie knapp 100.000 US-Dollar.
Insgesamt hat sich Serock mit Poker bei Live-Turnieren mehr als 4 Millionen US-Dollar erspielt.